# Pepita de oro

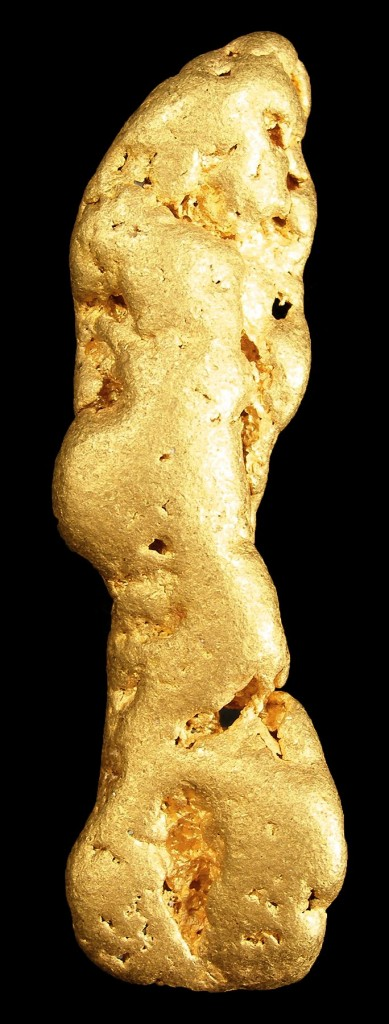
Una gran pepita de las Montañas Kuskokwim de Alaska central. Tamaño: 6.6 x 2.0 x 1.1 cm. Peso: 77 g.

Una pepita de oro es una pieza natural de oro nativo. Los cursos de agua a menudo concentran las pepitas y son recuperadas por la minería de placer, pero también pueden encontrarse en depósitos residuales en los filones auríferos o en vetas deterioradas. Las pepitas también se encuentran en las pilas de relaves de operaciones mineras previas, especialmente las que dejan dragas para extraer oro.

## Composición
Las pepitas nunca son puras en la composición de 24 quilates (K), sino más bien de 20 a 22 K (alrededor de 83% a 92%). Las pepitas de oro que se encuentran en Australia a menudo son de 23 K o ligeramente más pesadas, mientras que el oro que se encuentra en Alaska está por lo general en el extremo inferior del espectro. La pureza de una pepita puede evaluarse de forma aproximada por su color: cuanto más intenso y profundo sea el amarillo anaranjado, mayor será el contenido en oro. La composición de las pepitas se denota mediante su finura, "865 de finura" significa que la pepita tiene 865 partes por mil en oro. Las impurezas comunes son de plata y cobre. Las pepitas con alto contenido de plata se conocen como electrum.

## Formación
Muchas pepitas están formadas por soldadura en frío de partículas más pequeñas que se adhieren entre sí en arroyos y ríos. La suavidad del oro lo hace especialmente propenso a la soldadura en caso de choques o cargas de martilleo, tales como los producidos en los arroyos de piedras. Además, no hay una capa superficial de óxido que inhiba la adherencia entre las escamas de oro. Otras pepitas provienen de filones masivos que se formaron originalmente a altas temperaturas en el subsuelo (es decir, que de origen hipógeno). A menudo muestran signos de pulido abrasivo por la acción de las corrientes de agua y, en ocasiones, aún contienen inclusiones de cuarzo u otro material matriz del filón. La ductilidad y maleabilidad excepcional del oro significa su rotura frágil que es relativamente rara, pero no desconocida.

## Los especímenes más grandes
La pepita de oro más grande jamás encontrada fue el "Welcome Stranger", hallada en Moliagul, Victoria, Australia en 1869 por John Deason y Richard Oates. Su peso en bruto es de más de 2.520 ozt (78 kg) y su peso neto de más de 2.284 ozt (71,0 kg). Eclipsó al "Welcome Nugget" encontrado once años antes en Ballarat.
La pepita de oro más grande encontrada usando un detector de metales es la "Hand of Faith", que pesa 875 ozt y se encontró en Kingower, Victoria, Australia en 1980.

## Galería

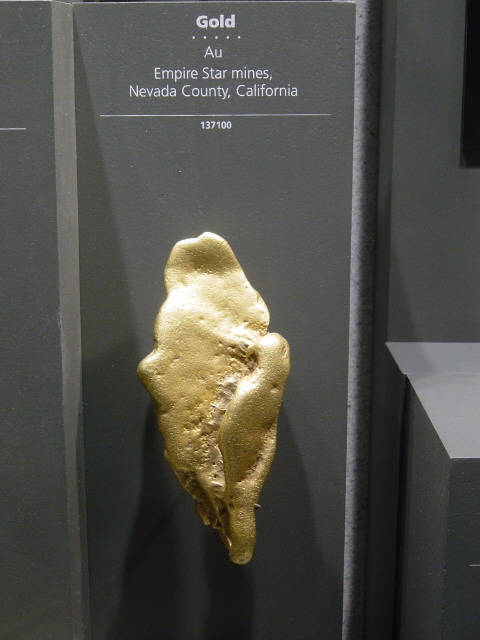
Una gran pepita de oro del Condado de Nevada (California).
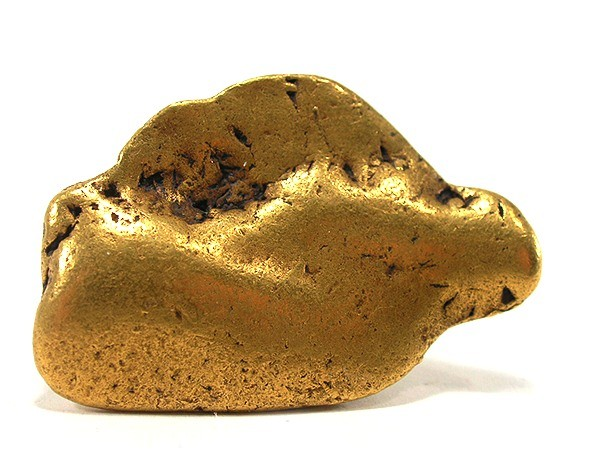
Una pepita de oro de Alaska con un peso de 63.8 g.
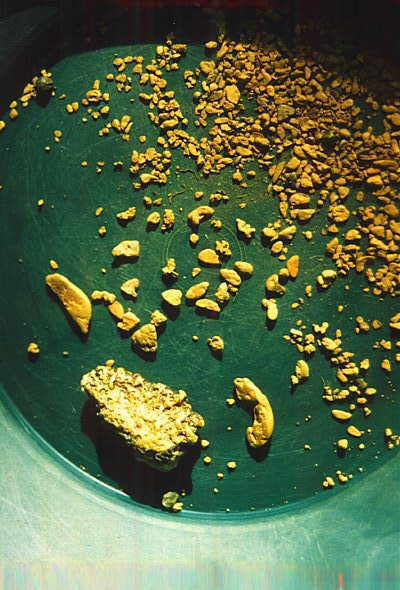
Granos de oro de Alaska en una batea.
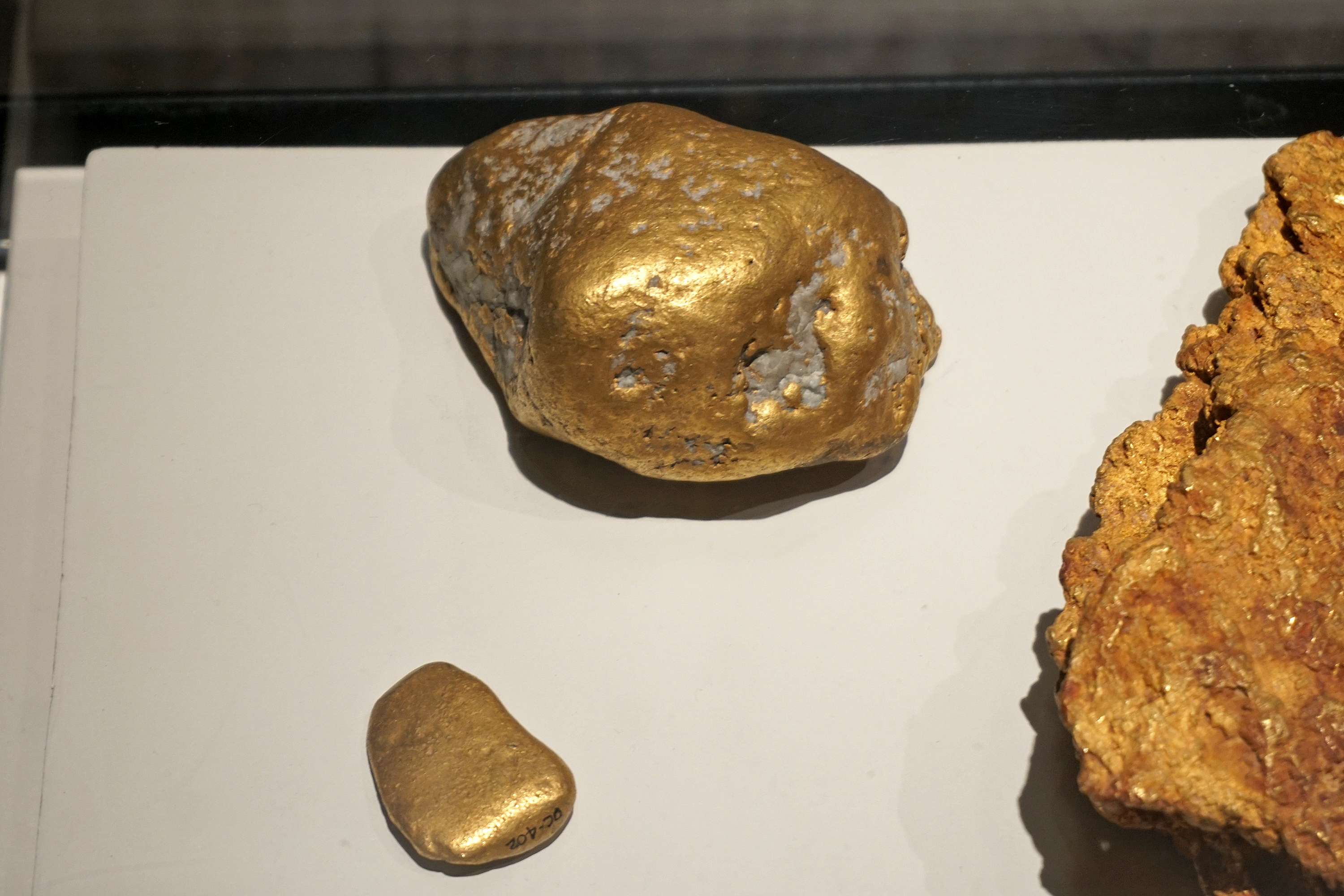
La pepita de oro de mayor tamaño encontrada en Costa Rica, Río Sierpe, con un peso de 2.3 kg.